# توم لويس (لاعب كريكت)
توم لويس (7 مارس 1991 في المملكة المتحدة - ) (بالإنجليزية: Tom Lewis)‏ هو لاعب كريكت بريطاني. لعب مع نادي وارويكشاير للكريكيت ‏.

## وصلات خارجية
- توم لويس على موقع إي آس بي آن كريك إنفو (الإنجليزية)